# NCAA Final Four Basketball
NCAA Final Four Basketball est un jeu vidéo de basket-ball sorti en 1994 sur Mega Drive et Super Nintendo. Le jeu a été développé par Bitmasters et édité par Mindscape.